# ألونسو كانو
ألونسو كانو (بالإسبانية: Alonso Cano de Almansa)‏ دي ألمنسا (غرناطة، 19 مارس 1601 - 3 أكتوبر 1667) هو رسام ونحات ومهندس معماري إسباني.

## السيرة الذاتية
يُعد والده، ميغيل كانو، ذو مكانة اجتماعية اصله من مدينة لامانتشا.

### أعماله
بذرة

## روابط خارجية
- ألونسو كانو على موقع الموسوعة البريطانية (الإنجليزية)